# Acanthoctenus plebejus
Acanthoctenus plebejus är en spindelart som beskrevs av Simon 1906. Acanthoctenus plebejus ingår i släktet Acanthoctenus och familjen Ctenidae. Inga underarter finns listade i Catalogue of Life.